# 636
636 (DCXXXVI) je bilo prestopno leto, ki se je po julijanskem koledarju začelo na ponedeljek.

## Dogodki
- Arabci pod vodstvom kalifa Omarja v bitki pri Jarmuku v Siriji porazijo mnogo številčnejšo Bizantinsko vojsko,
- istega leta Arabci v bitki pri Kadeziji (Ma'rakat al-Qādisiyyah) premagajo Perzijsko vojsko
- Arabci ustanovijo Basro, drugo največje mesto v Iraku.

## Rojstva
- Sveti Lambert, nizozemski škof in svetnik († 705)

## Smrti
- Dervan, knez Srbov
- Izidor Seviljski, španski teolog in cerkveni učitelj (* ok. 560)